# Tahj Miles
Tahj Di Nero Miles (* 9. August 2001 in London) ist ein britischer Schauspieler.

## Leben
Miles, der dominikanische, jamaikanische und lucianische Wurzeln hat, wuchs im Londoner Stadtteil Hackney mit seinen Eltern und seinem älteren Bruder auf. Im Alter von sieben Jahren besuchte er auf Vorschlag seines Großvaters, dem die endlose Energie seines Enkels auffiel, die Anna Fiorentini Theatre & Film School und wurde dort in Tanz, Gesang und Schauspiel ausgebildet. Außerdem unterzog er sich einem sechsmonatigen Training an der Disney Cub School. 2009 bekam der Kinderdarsteller seine erste Rolle im Musical „Oliver“ als Nipper. Weitere Rollen in Musik- und Theateraufführungen folgten in den nächsten Jahren. So war Tahj Miles länger als ein Jahr der junge Simba im „König der Löwen“, spielte in „Matilda“ den Tommy und eine weitere Rolle in „Bugsy Malone“. Am National Theatre war er der Arnie in „Emil und die Detektive“.
Seinen ersten Fernsehauftritt hatte der gebürtige Londoner in der Comedyserie „Class Dismissed“ im Jahr 2016. 24 Folgen in vier Staffeln kamen hinzu. 2019 war er in „Flunked“, einer weiteren Sitcom, zu sehen. Beim Film Mangrove der Reihe „Small Axe“ arbeitete er ein Jahr später unter der Regie von Oscar-Gewinner Steve McQueen. Größere Bekanntheit erreichte er in Deutschland durch seine Präsenz in der britisch-französischen Fernsehserie Death in Paradise. Zunächst startete er in Folge 10.02 als Kleinkrimineller. Anschließend half er  in den weiteren Episoden als Trainee Officer Marlon Pryce, der Officer Ruby Patterson ersetzte, Verbrechen auf der fiktiven Insel Saint Marie aufzuklären, 2024 verließ er mit Staffel 13, Folge 5 die Serie. 
Seit dem 19. Januar 2021 führt Miles in seinem „The Table Read Podcast“ Gespräche mit verschiedenen Persönlichkeiten.

## Filmografie (Auswahl)
- 2016–2017: Class Dismissed (Fernsehserie, 25 Folgen)
- 2019: Flunked (Fernsehserie)
- 2020: Small Axe (Filmreihe, Mangrove)
- 2021–2024: Death in Paradise (Fernsehserie, 28 Folgen, +3 Specials)
- 2023: Beyond Paradise (Fernsehserie, 1 Folge)